# 司法院釋字第410號解釋
大法官會議釋字第410號釋憲案，是針對妻子名義登記之不動產歸屬的爭議所作，由於中華民國民法1930年制定時，夫妻若未約定財產制，適用「聯合財產制」規定（第1016-1030條），即以妻子的原有財產加上夫的原有財產共同組成聯合財產。所謂「原有財產」，依厯次修法不同時期而範圍大小有別，但制定當時妻之原有財產在制定之初係由夫管理、使用、收益，原則上由夫於管理時必要尚可不經妻子同意可予處分。因此財產制的建構是男女不等的基礎，判例上認為凡婚姻關係中，妻子所取得的以自己名義登記的不動產財產，必須證明其來源確實為妻子所有，否則一律推定為夫所有。雖然1985年6月5日立法院修正相關民法規定並且也正式施行，使妻子名義登記之不動產可以歸屬為妻子所有，不再推定為夫有，但在當次修法，並不能溯及既往到之前的夫妻財產關係，只針對1985年6月5日以後登記的財產方有適用，造成使修正前妻子不動產的歸屬究竟屬於夫或妻，爭議仍存在。到底民法親屬編施行法沒有對聯合財產制修正有另設規定解決過去夫妻財產認定不平等的狀況，是否因而違憲，形成法律上的爭執點。
因此司法院大法官於1996年7月19日作成本號解釋，認為民法親屬編施行法第1條規定，對於民法第1017條夫妻聯合財產所有權歸屬(即夫之原有財產及不屬於妻之原有財產部份，一律被認為是夫所有)之不平等規定的修正，未訂定特別規定，使在修正前已發生現尚存在之聯合財產，仍然適用修正前之規定，由夫繼續享有權利，可將妻子名下的不動產繼續被認定為夫的，並不符合憲法保障男女平等之意旨，故大法官要求有關機關應儘快於民法親屬編施行法的相關規定作檢討修正。但本釋憲聲請中另案提出有關遺產之計算，由於是適用1985年6月3日修正前的民法第1017條第2項規定，使遺產總額之計算發生差異，係因民法親屬編施行法第一條後段規定之結果，大法官基此而認為該條稅法之規定並未違背憲法第7條平等原則的規定。

## 發起背景
大法官會議釋字第410號解釋案是1995年中華民國大法官會議收到的一項釋憲聲請案，大法官於1996年7月19日做出解釋。聲請人共有兩位，第一位係由尤美女律師擔任訴訟代理人的吳女士，在1972年結婚、1989年經板橋地院判決離婚，之後其夫因夫婦於婚姻中共同經營的財產所有權有糾紛而提起訴訟。而法院依照舊民法1016條、1017條第2項之規定並援引最高法院1966（民國五十五年）台抗字第一六一號判例，法院認為聲請人的特有財產屬於聯合財產，便將所有權判給聲請人的丈夫，於1993年經由最高法院三審定讞。
第二個聲請人是何張女士，案由是聲請人想繼承他丈夫的遺產，但婚姻中的共有財產也被認為是他丈夫的遺產而被課徵遺產稅。被課的遺產稅經台北市國稅局核定認為其中的共有財產是聲請人的丈夫所有，仍然認為應該課徵遺產稅，經過訴願和行政訴訟後，行政法院於1995年判決認為應該適用1985年修正前民法第1017條第2項而做出駁回聲請人的判決。
兩案的聲請人認為舊民法第1016條、1017條第2項規定牴觸憲法規定的平等原則以致於侵害憲法保障的工作權、財產權，而且因為修正後的民法親屬編施行法第1條後段規定不溯及既往原則，使1985年6月5日以前結婚取得財產的婦女仍然沒有受到新法的保護，男女實質上仍有不平等的待遇，因而聲請釋憲希望大法官做出進一步的解釋。

## 大法官會議成員
當時會議主席為司法院長施啟揚。
其他參與解釋作成具名於該號解釋文之大法官有:翁岳生、劉鐵錚、吳庚、王和雄、王澤鑑、林永謀、林國賢、施文森、城仲模、孫森焱、陳計男、曾華松、董翔飛、楊慧英、戴東雄、蘇俊雄。

## 解釋結果

### 解釋出現前的過程
大法官釋字410號主要解釋民法夫妻財產制的爭議，此案涉及兩個妻子爭取財產權的案件，一是妻子離婚後為爭奪累積的財產，二是妻子財產因丈夫過世被課徵遺產稅，兩者竭盡法律救濟之可能性後，決議申請大法官釋憲。
在1990年代，正式與非正式的勞動市場已有一定程度的婦女參與，但是女性的勞動參與卻無法真正確保其經濟獨立，婦運團體多年的游說與監督立法倡議動員之後，親屬編在1990年代的後半有了數次的修訂，並在2002年有了大幅的翻修，改採夫妻各自獨立，但義務同擔、 權利共享的所有分配財產制。
舊民法的規定聯合財產中，將不屬於妻之原有財產，及妻子財產的孳息，認定所有權歸夫，甚至法院也認定妻子如果不能證明自己的財產來源，也都認定所有權應屬於夫」，造成極大的不平等。故聲請書主張，這樣的規定乃是「立法者一開始便否定女性在家勞動的工作價值」，也否定了女性從事農務勞動的貢獻，更造成職場上女性的雙重劣勢：走入婚姻之前，她所賺取的財富當然是她的；走入婚姻之後，她的資產卻不一定是她的；一旦走出婚姻關係，她更將一無所有。
而民法親屬編雖然於1985年作了大幅的修正，部分地矯正了不平等的夫妻財產制，但是由於民法親屬編施行法規定了不溯及既往原則，因此1985的新修正夫妻財產制規定無法適用於在此之前結婚的夫妻。使原先不平等的法律，仍然適用於早先結婚時的婦女，在法律修正前取得的財產，仍遭認定所有權歸屬於夫，因而法律的修正改革，仍無法及於修正前不平等的狀況。

### 解釋文摘
民法親屬編施行法第一條規定「關於親屬之事件，在民法親屬編施行前發生者，除本施行法有特別規定外，不適用民法親屬編之規定。其在修正前發生者，除本施行法有特別規定外，亦不適用修正後之規定」，旨在尊重民法親屬編施行前或修正前原已存在之法律秩序，以維護法安定之要求，與憲法並無牴觸。
關於夫妻聯合財制之規定，民國1985年六月三日修正前民法第1017條第1項規定：「聯合財產中，妻於結婚時所有之財產，及婚姻關係存續中因繼承或其他無償取得之財產，為妻之原有財產，保有其所有權」，同條第2項規定：「聯合財產中，夫之原有財產及不屬於妻之原有財產部分，為夫所有」，第3項規定：「由妻之原有財產所生之孳息，其所有權歸屬於夫」，及最高法院五十五年度台抗字第161號判例謂「妻於婚姻關係存續中始行取得之財產，如不能證明其為特有或原有財產，依民法第1016條及第1017條第二項之規定，即屬聯合財產，其所有權應屬於夫」，基於憲法第七條性別平等原則之考量，民法第1017條已於1985年6月3日予以修正，而不再援用。

## 影響

### 修法
- 1996年9月25日公布修正第民法親屬編行法第6條之1：「中華民國七十四年六月四日以前結婚，並適用聯合財產制之夫妻，於婚姻關係存續中以妻之名義在同日以前取得不動產，而有左列情形之一者，於本施行法中華民國八十五年九月六日修正生效一年後，適用中華民國七十四年民法親屬編修正後之第一千零十七條規定：

1. 婚姻關係尚存續中且該不動產仍以妻之名義登記者。
2. 夫妻已離婚而該不動產仍以妻之名義登記者。」

這條規定使修正規定一年的緩衝期間，以調整夫妻雙方間的利益。讓有所有權爭議的一方，可以在這一年期間內可提起訴訟或變更所有權的名義。若在此一年期間滿後，即要溯及適用1985年修正後的內容，使不動產的所有權歸屬於妻。
- 民法第1017條第1項，及第1030條

「妻於婚姻關係存續中始行取得之財產，如不能證明其為特有或原有財產，依民法第1016條及第1017條第2項之規定，即屬聯合財產，其所有權應屬於夫」，基於憲法第7條男女平等原則之考量，故1985年6月3日民法對此已加修正，即修正後民法第1017條第1項規定：「聯合財產中，夫或妻於結婚時所有之財產，及婚姻關係存續中取得之財產，為夫或妻之原有財產，各保有其所有權」，同條第2項規定：「聯合財產中，不能證明為夫或妻所有之財產，推定為夫妻共有之原有財產」，並將同條第3項刪除。關於聯合財產之管理，修正後之民法第1018條規定：「聯合財產，由夫管理。但約定由妻管理時，從其約定。其管理費用由有管理權之一方負擔。聯合財產由妻管理時，第1019條至第1030條關於夫權利義務之規定，適用於妻，關於妻權利義務之規定，適用於夫」，以符合憲法規定。

### 婦女運動的意義
在釋字第 410 號解釋之後，舉凡「看得到性別」的差別待遇，幾乎一概被大法官認定為違憲，例如從夫居（司法院釋字第452號解釋）、出嫁女兒不得繼承（釋字第 457 號解釋）等等，唯一被認定為合憲的性別差別待遇，是釋字第 490 號所處理的限男性服兵役的兵役法規定。而「看不到性別」的中性待遇，則通常被認定為合憲，例如規範夫妻互負貞操義務的刑法通姦罪（釋字第 554 號解釋）、不得對配偶提起自訴（釋字第 569 號解釋）、猥褻言論（釋字第 617 號解釋）、對於非配偶之伴侶的贈與不得免課贈與稅（釋字第 647 號解釋）等等。唯一被認定為違反平等權的性別中立待遇，是涉及另一種差別待遇的社會秩序維護法「罰娼不罰嫖」規定。

## 外部連結
- （繁體中文） 釋字第 410 號 【親屬編施行法未因聯合財產制修正另設規定違憲？】（页面存档备份，存于）